# 全國犯罪集團
全國犯罪集團（英語：National Crime Syndicate）是由新聞界對多個種族、鬆散聯繫的幾個美國犯罪組織的聯盟而取名的。聯盟最主要由互相密切聯繫的意大利裔美國黑手黨和猶太黑幫組成並領導，在較小程度上，也包括其他犯罪組織，例如愛爾蘭幫和非裔美國人有組織犯罪的團體。在1930年代和1940年代期間，謀殺公司代表全國犯罪集團犯下了數百件謀殺案。

## 歷史
據有組織犯罪的作家說，集團是強尼·托里奧的主意，並於1929年5月在大西洋城舉行的會議上成立，該會議由遍及美國著名的黑社會人士參加，包括托里奧、查理·盧西安諾、艾爾·卡彭、巴格西·西格爾、法蘭克·卡斯特羅、喬·阿多尼斯、杜奇·舒爾茲、阿伯納·茨威爾曼、路易·巴克爾特、甘比諾犯罪家族的頭目文森特·曼加諾、賭徒法蘭克·埃里克森、法蘭克·斯卡利斯和艾伯特·「瘋帽」·阿納斯塔塞。其他人將大西洋城會議描述為私酒販的協調和戰略會議。根據1950年代由埃斯蒂斯·凱弗維爾擔任主席的美國參議院特別委員會的調查結果，全國犯罪集團是主要由遍及全美國的意大利和猶太黑社會集團所組成的聯盟。
媒體將該犯罪集團的執法部門稱為「謀殺公司」，這是一個由布魯克林黑手黨組成的幫派，在1930年代和1940年代為各個犯罪頭目實施謀殺。謀殺公司由巴克爾特和阿納斯塔塞領導，他們向委員會的成員蘭斯基和阿多尼斯報告，該公司包括許多臭名昭著的黑幫分子。
謀殺公司由兩個派別組成。一個是以阿貝·雷爾斯為首的猶太布朗斯維爾小子（Brownsville Boys），他向路易·巴克爾特和雅各布·夏皮羅負責。另一個是由哈里·「開心鬼」·梅內領導的意大利大洋高地流氓（Ocean Hill Hooligans），他向艾伯特·阿納斯塔塞負責。巴格西·西格爾參與過謀殺公司的許多殺人案，但他是一個領導人物而不是一個士兵。
記者羅伯特·萊西在其關於邁爾·蘭斯基的傳記書《Little Man》（1991年）中，爭論著從來都不存在全國犯罪集團。「全國犯罪集團的想法經常與黑手黨混為一談。但它們都不是同一樣東西的，」有可能指的是美國黑手黨。
雖然該組織的許多成員被監禁，有些被處決，但組織的衰亡與它的起源一樣不確定。到1940年代末，謀殺公司及其大多數非意大利人的組成已經不復存在。一些人，例如蘭斯基，繼續當作意大利集團的分支機構運作。

## 流行文化
全國犯罪集團是許多電影的主題，主要是在1950年代的電影，其中一些是受到凱弗維爾聽證會（Kefauver hearings）而啟發的。其中有《鳳凰城故事》，描述了被犯罪組織接管一個南方城鎮的真實故事，而《賭城煞星》的故事則集中在一個全國賭博集團。
全國犯罪集團（簡稱「辛迪加」）是《虎膽妙算》較後季度和電影《職業特工隊：叛逆帝國》的主要反派。
HBO電視劇《酒私風雲》虛構化了犯罪集團的創立。
全國犯罪集團在Thomas Steadman的著作《The Flames of the West》中大量出現。